# ロベール・アンリコ
ロベール・アンリコ（Robert Enrico, 1931年4月13日 - 2001年2月23日）は、フランス・パ＝ド＝カレー県出身の映画監督・脚本家。

## 来歴
トゥーロンやパリで学んだ後、パリのIDHECで映画監督・編集を学んだ。1963年の『美しき人生』でジャン・ヴィゴ賞を、1975年の『追想』でセザール賞作品賞を受賞している。

## 主な監督作品

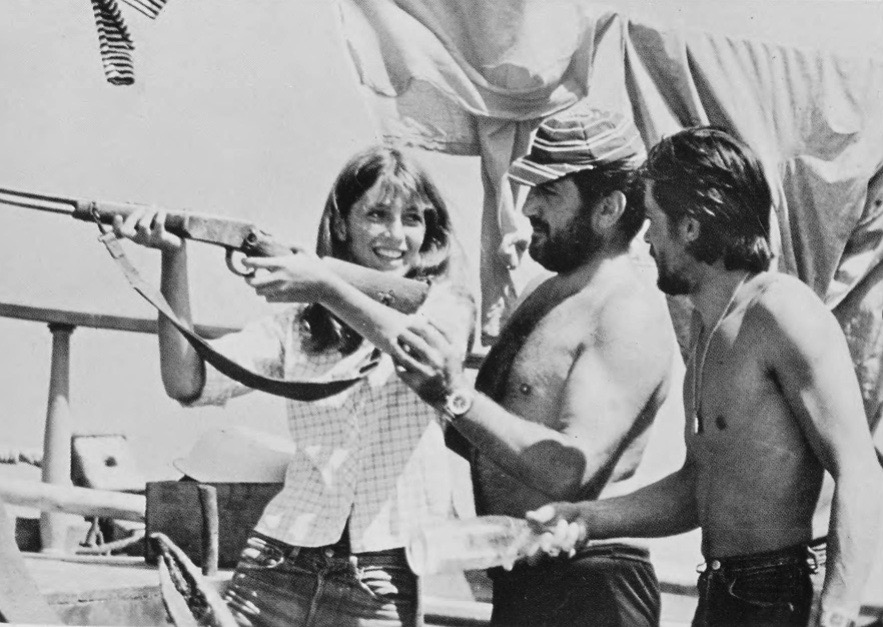
『冒険者たち』（1967年）

- ふくろうの河 La Rivière du hibou (1962)
- 美しき人生 La Belle vie (1963)
- 男たちの掟 Les Grandes Gueules (1965)
- 冒険者たち -Les Aventuriers (1967)
- 若草の萌えるころ Tante Zita (1968)
- オー! Ho! (1968)
- ラムの大通り Boulevard du rhum (1971)
- 暗殺の詩/知りすぎた男どもは、抹殺せよ Le Secret (1974)
- 追想 Le Vieux fusil (1975)
- 二つの影の底に Pile ou face (1980)
- 愛する者の名において Au nom de tous les miens (1983)
- 夏に抱かれて De guerre lasse (1987)
- サン＝テグジュペリ/星空への帰還 Saint-Exupéry: La dernière mission (1996)